# Zhang Boheng
Zhang Boheng (en chino: 张博恒; 4 de marzo de 2000) es un deportista chino que compite en gimnasia artística.
Participó en los Juegos Olímpicos de París 2024, obteniendo tres medallas, plata en las pruebas individual y por equipos (junto con Liu Yang, Su Weide, Xiao Ruoteng y Zou Jingyuan) y bronce en la barra fija.
Ganó tres medallas en el Campeonato Mundial de Gimnasia Artística, en los años 2021 y 2022.

## Palmarés internacional
| Juegos Olímpicos   | Juegos Olímpicos        | Juegos Olímpicos  | Juegos Olímpicos     |
| Año                | Lugar                   | Medalla           | Prueba               |
| ------------------ | ----------------------- | ----------------- | -------------------- |
| 2024               | París (Francia)         | Medalla de plata  | Concurso individual  |
| 2024               | París (Francia)         | Medalla de plata  | Concurso por equipos |
| 2024               | París (Francia)         | Medalla de bronce | Barra fija           |
| Campeonato Mundial |                         |                   |                      |
| Año                | Lugar                   | Medalla           | Prueba               |
| 2021               | Kitakyushu (Japón)      | Medalla de oro    | Concurso individual  |
| 2022               | Liverpool (Reino Unido) | Medalla de oro    | Concurso por equipos |
| 2022               | Liverpool (Reino Unido) | Medalla de plata  | Concurso individual  |